# Südlicher Kungsleden

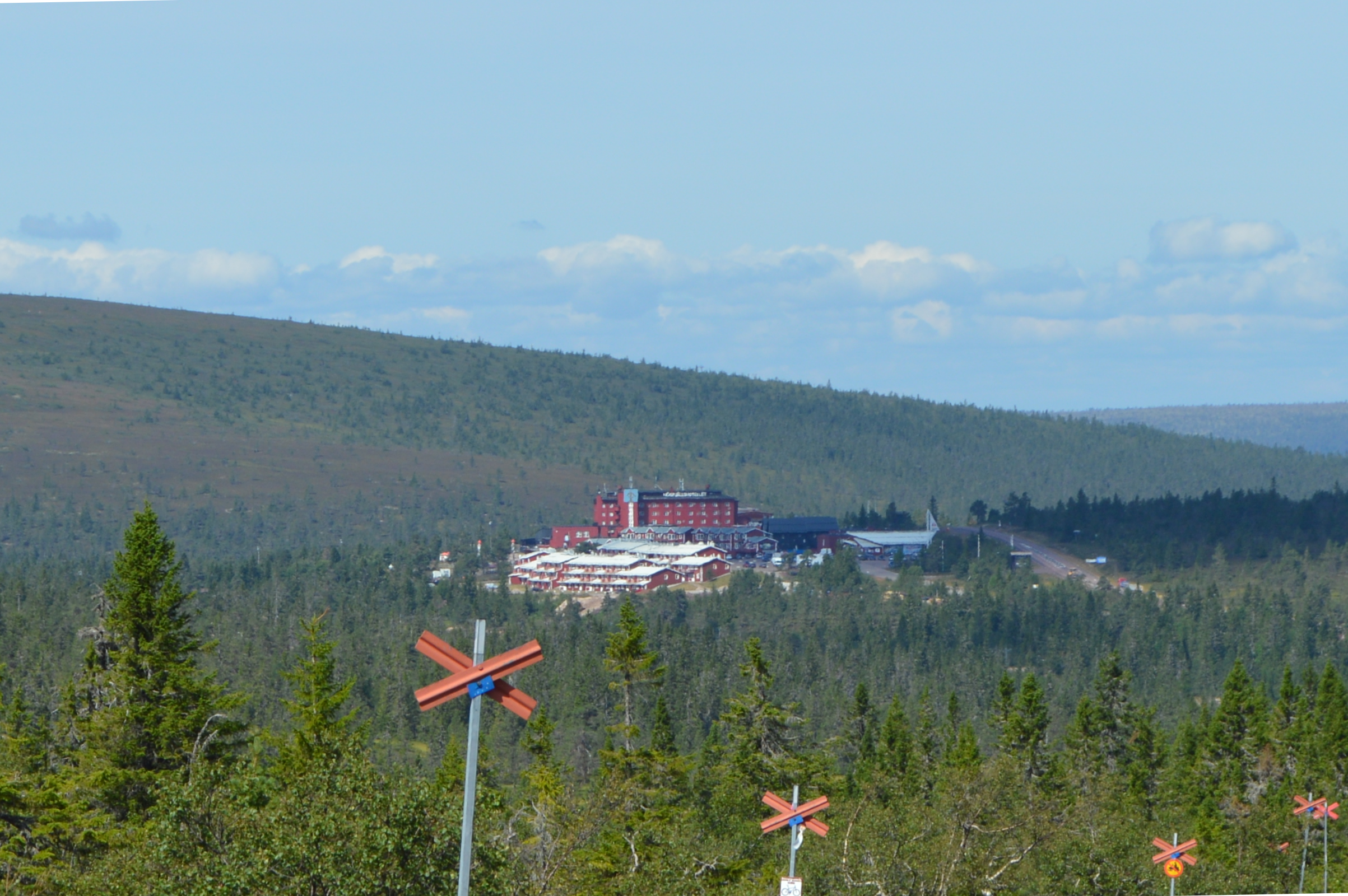
Sälens Högfjällshotell und Weg mit Wintermarkierungen (Andreaskreuze)

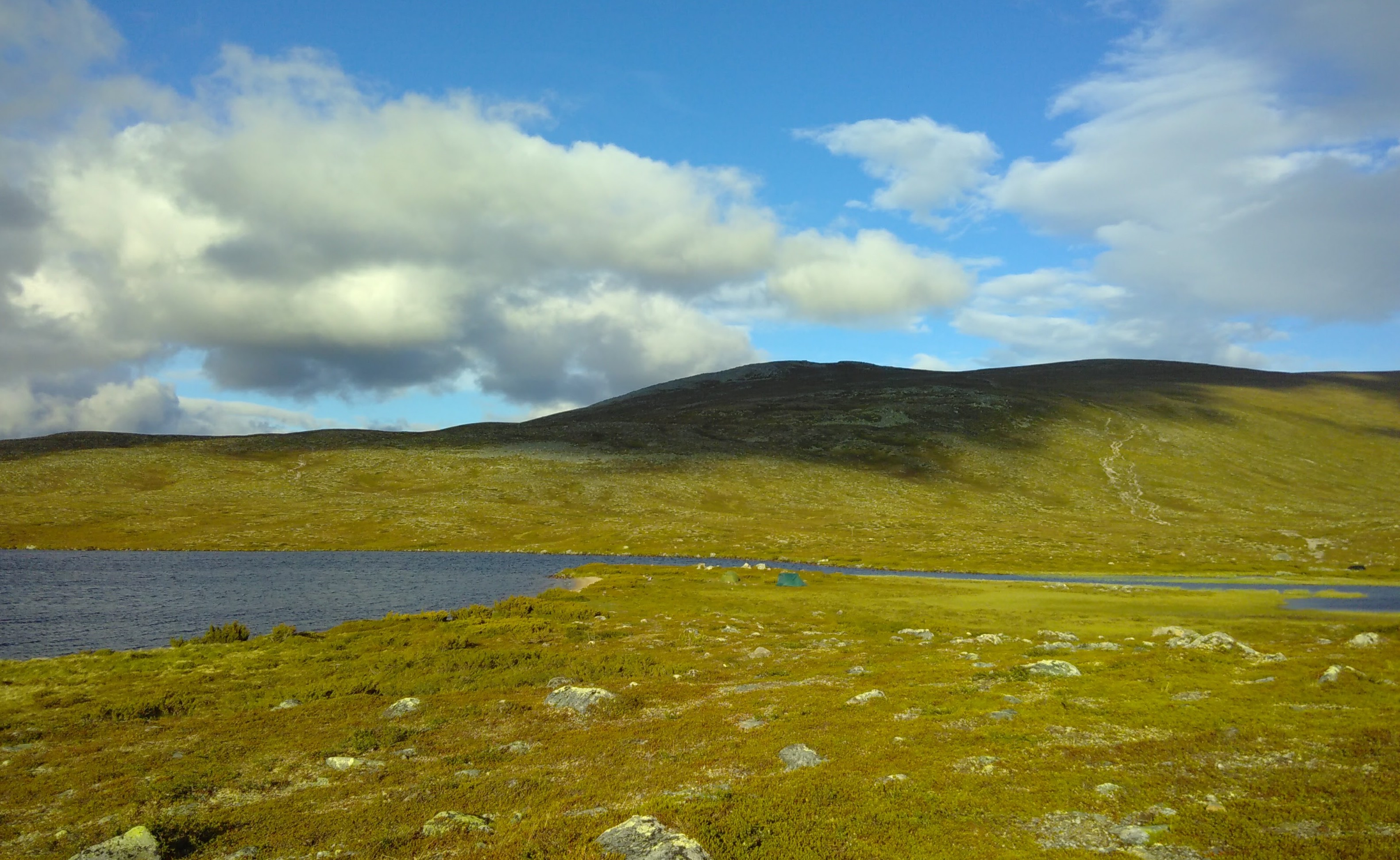
Typische Fjälllandschaft am Södra Kungsleden in Dalarna

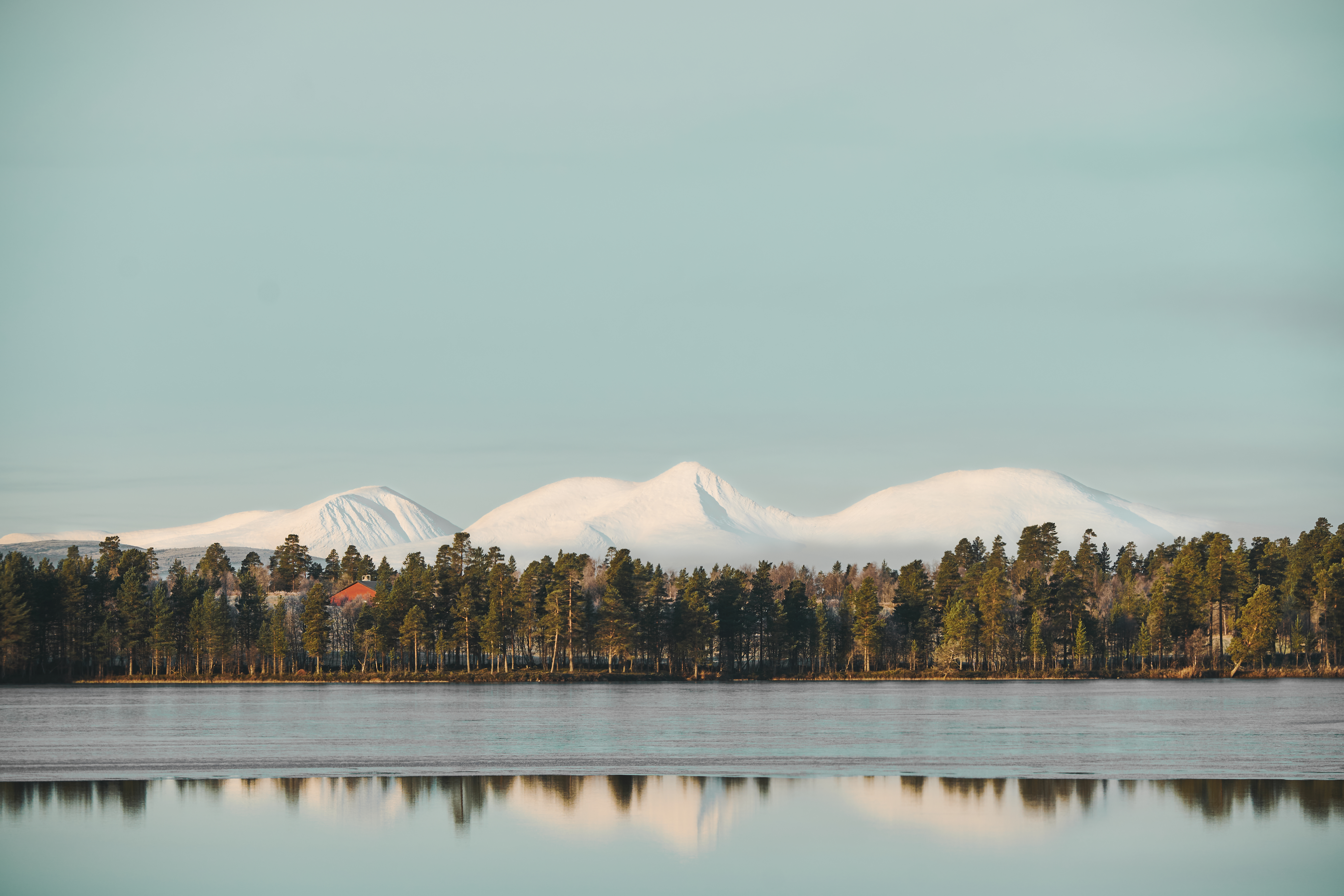
Blick auf das norwegische Sølen-Gebirge von Flötningen

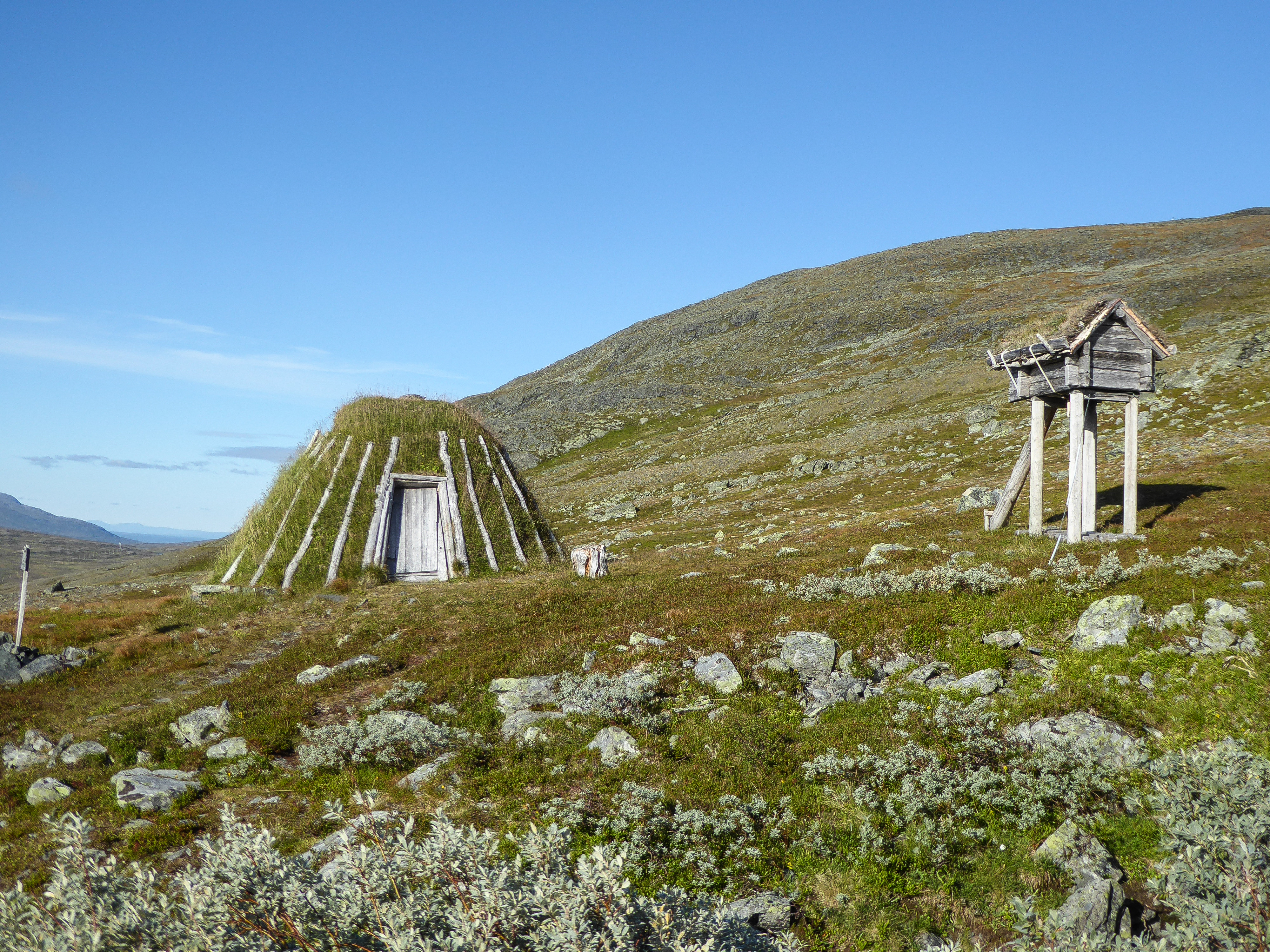
Samische Kåta in der Nähe der Sylarna Fjällstation

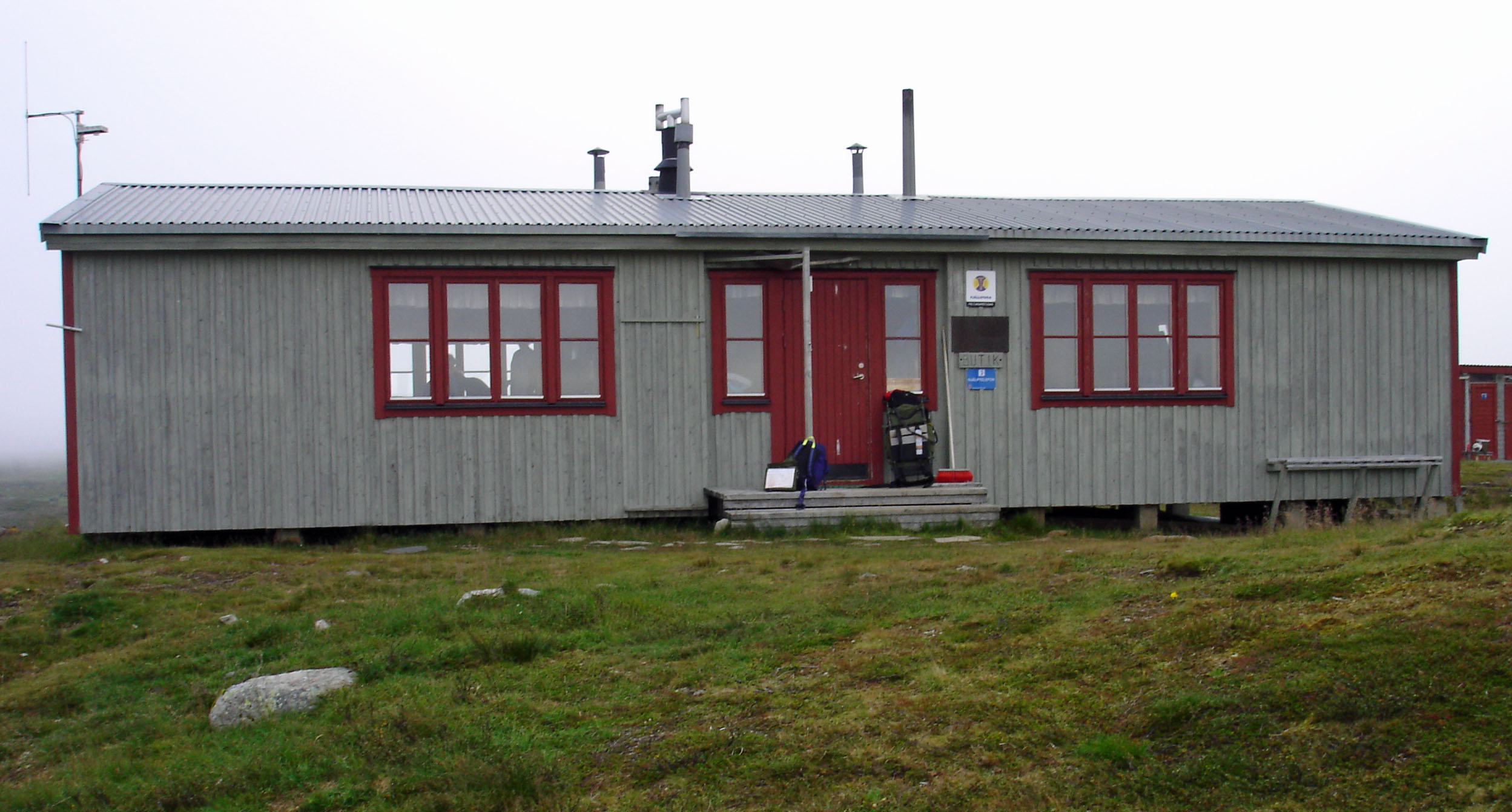
Die Fältjägare-Hütte in Jämtland

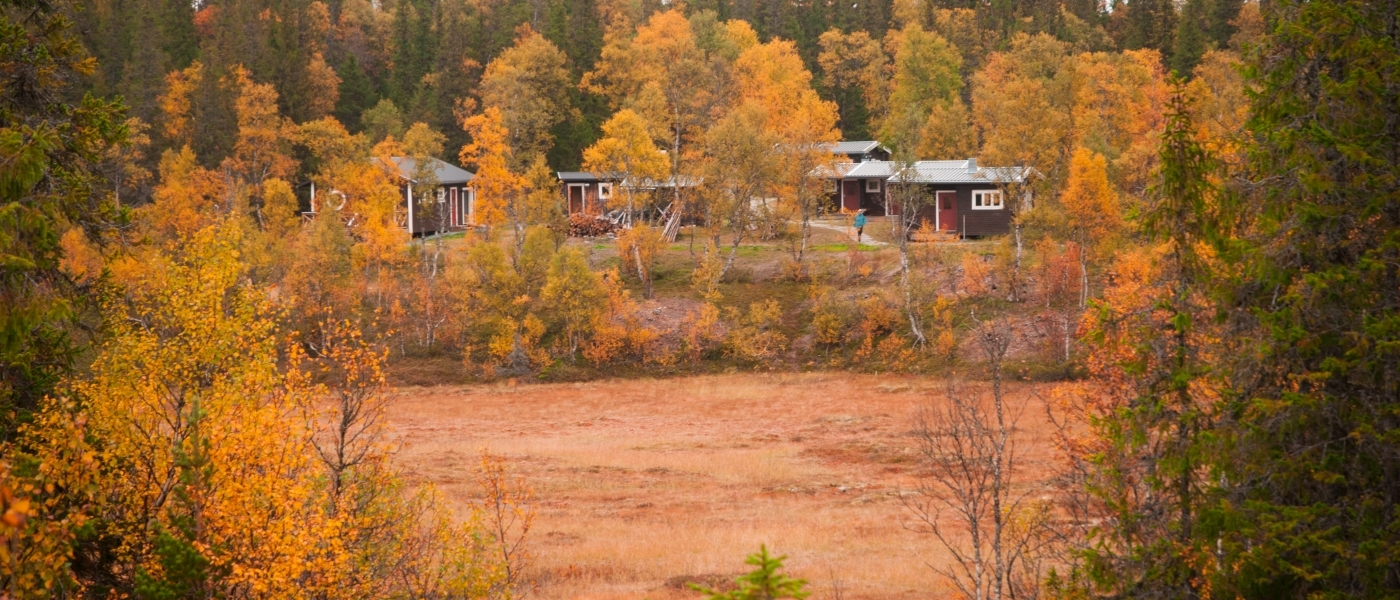
Die Hütten von Storvallen am Ende der Route

Als „Südlicher Kungsleden“ (schwedisch södra Kungsleden für „der südliche Königspfad“) wird in der einschlägigen deutschen Literatur ein 357 Kilometer (bzw. 348 Kilometer ohne Ramundberget) langer Fernwanderweg durch die nahezu unbesiedelten Skanden der schwedischen Provinzen Jämtland und Dalarna bezeichnet, der sich von Sälen unweit der norwegischen Grenze nordwärts bis nach Storlien erstreckt. Die synonyme schwedische Bezeichnung Södra Kungsleden (Karte: rot) steht hingegen offiziell nur für das 195 Kilometer lange Teilstück in Dalarna. Die „inoffizielle Fortsetzung“ bis Storlien ist Teil des Wegenetzes Grövelsjön–Storlien. Dort folgt der „Südliche Kungsleden“ unter anderem dem größten Teil des Jämtlandsledens (Karte: grün).

## Details
Die Namensgleichheit mit dem sehr bekannten Kungsleden in schwedisch Lappland geht auf Bestrebungen aus den 1970er Jahren zurück, den von Abisko nach Hemavan führenden Wanderpfad nach Süden zu verlängern, sodass ein Fernwanderweg nahezu den gesamten schwedischen Teil der Skanden abdeckt. Dieses Vorhaben erwies sich jedoch politisch als schwierig, sodass lediglich die südlichste Teilstrecke in Dalarna verwirklicht wurde. Eine Fortsetzung nach Norden durch das Helagsfjäll in Härjedalen und das Sylarna-Gebirge in Jämtland ist prinzipiell ohne Unterbrechung möglich. Daher rührt die „Ausweitung“ in deutscher Literatur. Noch weiter nördlich ist das Pfad- und Hüttennetz sehr „grobmaschig und unklar“, sodass an einen Anschluss an den klassischen Kungsleden in Hemavan noch weniger zu denken ist. *
Auch der „südliche Kungsleden“ liegt in seiner maximalen Ausdehnung komplett in Sápmi, dem Siedlungsgebiet der indigenen Samen und führt größtenteils als Trekkingroute durch menschenleere Wildnis, sodass entsprechende Ausrüstung und Fertigkeiten erforderlich sind.
Der Pfad durchmisst wesentlich weniger Fjäll und meist niedrigere Gebirge als der klassische Kungsleden. So wird die Bergtundra oberhalb der Baumgrenze genannt, die in diesen Breitengraden der borealen Klimazone Nordeuropas bei 850–950 Meter liegt. Sie ähnelt einer Heidelandschaft und hat je nach Höhenstufe und Hanglage ein unterschiedliches Gepräge von üppig bis karg. Die meisten Strecken ziehen sich durch den lichten, niedrigen Fjällbirkenwald, der – im Gegensatz zu den meisten anderen Gebirgswäldern der gemäßigten Zone mit ihrem Krummholzgürtel aus Nadelhölzern – in Fennoskandien die Waldgrenze bildet. In den Niederungen führt der Kungsleden auch immer wieder durch die Taiga. Im Sommerhalbjahr trifft der Wanderer mit großer Wahrscheinlichkeit auf eine der großen Herden halbwilder Rentiere, die den Samen gehören. Elche sind bisweilen in der Nähe der großen Wälder zu sehen. Sehr typisch ist das traurig eintönige „Trüüüüt“ auf dem Fjäll, dass der Goldregenpfeifer ab und zu hören lässt. Häufiger zu sehen sind die auffälligen Falkenraubmöwen und Gruppen von Alpenschneehühnern, die plötzlich auffliegen, wenn sich ihnen ein Mensch nähert. Sie sitzen meist im dichten Lappland-Weidengebüsch. Verschiedene Raubvögel – unter anderem See- und Steinadler – kreisen regelmäßig am Himmel. In manchen Jahren ist auch der Berglemming recht häufig zu beobachten. Große Raubtiere wie Vielfraß, Luchs und Bär sind sehr menschenscheu und praktisch nicht zu sehen; der Wolf – als ungeliebter Konkurrent der Rentierhalter – kommt in ganz Sápmi nur noch als Durchzügler vor.
Der „südliche“ ist etwas weniger abgeschieden als der klassische Kungsleden, so dass es 12 mögliche Ausgangs- oder Endpunkte gibt. Die wichtigsten dieser Orte sind (Süd nach Nord) Sälen, Länsväg W 1054, Saltoluokta, Flötningen, Grövelsjön, Fjällnäs, Ramundberget und Storlien. Dieser Ort ist direkt mit dem Zug zu erreichen, alle anderen mit Linienbussen von Östersund, Sveg oder Mora (zum Teil lange Fahrten mit Umstieg).
Die Charakteristik ist je nach Teilstück sehr unterschiedlich, gehört im Ganzen jedoch zur gleichen Klasse wie der Kungsleden in Lappland. Die Route wird vor allem von deutschen Trekkern begangen; insgesamt sind jedoch wesentlich weniger Wanderer dort unterwegs, sodass es nicht ungewöhnlich ist, tagelang keinem Menschen zu begegnen.

## Teilstücke, Charakteristik
Die Wanderroute zwischen Sälen in Dalarnas län und Storlien in Jämtlands län verläuft durch den Nationalpark Fulufjället und berührt eine Ecke des Nationalparks Töfsingdalen. Darüber hinaus führt er durch den von der schwedischen Naturschutzbehörde 2008 geplanten neuen Nationalpark Rogen-Juttulslätten. Der höchste Punkt liegt auf dem Pass östlich von Sylarnas Fjällstation in 1190 Metern Höhe, der niedrigste Punkt ist die Brücke über den Görälven nahe der Lillbäcksstugan mit 400 Metern Höhe.
Entlang der gesamten Route gibt es viele offene Rast- und Übernachtungshütten. Eine Übernachtung ist jedoch, vor allem bei individueller Touren- und Etappenplanung, nicht immer möglich, weshalb in der Regel ein Zelt notwendig ist. An mehreren Orten entlang des Weges lässt sich Proviant nachkaufen, zum Beispiel in Flötningen, Grövelsjön und Ramundberget sowie in den STF-Hütten auf dem nördlichen Teil des Weges.
Bis auf die wenigen Fjällstationen bieten die Hütten im Wesentlichen nur einige einfache Schlafplätze und weder Bewirtung noch komfortable Sanitäranlagen. Sie verfügen allerdings über ein Satelliten-Notfall-Telefon (normale Mobiltelefone haben auf langen Strecken keinen Empfang). Obgleich der Weg auf einigen Teilstrecken häufig begangen wird, sodass der Wanderer zumindest ab und zu anderen begegnet, handelt es sich um eine Trekkingroute durch menschenleeren Wildnis, die entsprechende Ausrüstung und allgemeine „Wildnisfähigkeiten“ erfordert.
Der Weg ist nicht immer durchgängig markiert und heute meist mit Brücken über die Gewässer versehen. Die Wegmarkierungen für den Sommer bestehen zumeist aus Steinmännchen mit einem rot markierten Stein (schwedisch: stenröse, pl. stenrösen) im baumlosen Fjäll und roten Ringen um Baumstämme unterhalb der Baumgrenze. Der vom Verlauf manchmal leicht abweichende Winterwanderweg ist mit roten Kreuzen (Andreaskreuz) an ca. 2 m hohen Stangen markiert und führt teilweise durch im Winter zugefrorene Sumpflandschaften bzw. über Seen. Die Sommer- und Wintermarkierungen sind normalerweise so platziert, dass man von einer beliebigen Markierung die nächste Markierung sehen und darauf zugehen kann. Trotz dieser Markierungen und der Wartung und Instandsetzung von Brücken und Bohlenwegen sind überall Karte und Kompass (nicht nur GPS!) unerlässlich.
Der erste Teil des Weges durch das Transtrandsfjäll und den Fulufjället-Nationalpark bietet gute Wege, eine schöne Mittelgebirgslandschaft und (meist) leichtes Wandergelände. Durch das Naturschutzgebiet Drevfjället ist der Weg deutlich schlechter, zum Teil zugewuchert und unzureichend markiert. Außerdem muss man dort mehrere große Moorgebiete ohne Bohlenwege durchqueren, was mit einem gewissen Risiko verbunden ist. Für diese Strecke werden wasserdichte Schuhe mit relativ hohem Schaft oder Gummistiefel empfohlen. Zwischen Flötningen und Grövelsjön verläuft der Weg über eine eintönige Forststraße. Ab Grövelsjön bis Storlien kommt man durch das wildromantische, felsige Rogen-Naturreservat, dann über niedrige, leicht zu begehende Berge im Härjedalen und schließlich an den hohen, spitzen Gipfeln bei Helags und Sylarna vorbei.

## Verlauf, Hütten und Zeltplätze
Entlang des Kungsledens sind Hütten zu finden, die in jeweiligen Tagestouren zu erreichen sind. Zelte können in der Regel auf vorbereiteten Plätzen in der Nähe der Hütten (Sicherheitsabstand wegen Feuergefahr beachten!) aufgestellt und zugleich die Einrichtungen der Hütten genutzt werden. Hierfür wird entsprechendes Entgelt fällig.
Einige Zeltplätze sind nachfolgend in Klammern dargestellt, die Entfernungen beziehen sich auf die in der Nähe liegende Hütte. Fett geschrieben sind mögliche Start- und Endpunkte, die einen Straßenanschluss haben.
- Sälen Högfjällshotel
- Närfjällsstugan ← 20,6 km
- Björnholmsstugan ← 24,4 km
- Tangsjöstugan ← 22,1 km
- Rösjöstugorna ← 9,4 km
- Gördalen ← 11,9 km
- (Drevsjö 14,7 km)
- Id-Persätern ← 17,8 km
- Busjön ← 16,8 km
- (Flötningen 13,0 km)
- Skärvagan ← 21,1 km
- Guttudalskojan ← 210,2 km
- Grövelsjön ← 20,4 km
- Storrödtjärn Stugan ← 20,4 km
- Rogenstugan ← 15,5 km
- Skedbrostugan ← 17,9 km
- Fjällnäs ← 28,1 km
- Ramundberget ← 19,8 km
- Fältjägarestugan ← 16,8 km
- Helags Fjällstation ← 12,2 km
- Sylarnas Fjällstation ← 19,6 km
- Blåhammarens Fjällstation ← 18,2 km
- Storliens Fjällgård (Storvallen) ← 13,3 km

## Jämtlandsleden

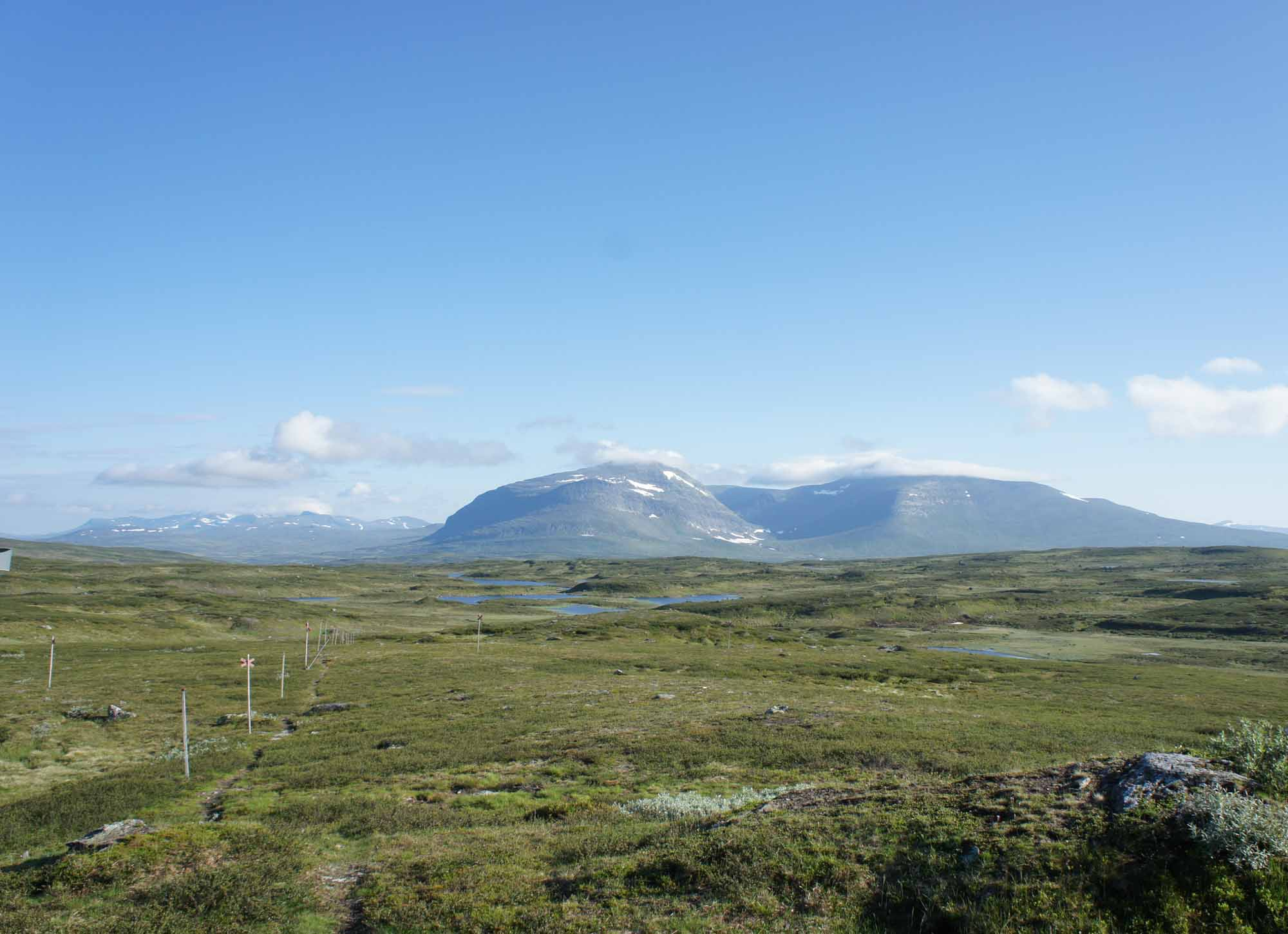
Der Jämtlandsleden/Kungsleden mit Blick auf Helags und Predikstolen

Der nördliche Teil des sogenannten „südlichen Kungsledens“ wird offiziell als Jämtlandsleden bezeichnet (nach der gleichnamigen Provinz). Er ist insgesamt 64,5 km lang und verläuft von Ramundberget über Helags und Sylarna bis Storulvån. Lediglich das 15,9 km lange Teilstück von Sylarnas bis Storulvåns Fjällstation weicht von der „Kungsledenroute“ ab. Der Weg ist durchgängig markiert und bietet komfortable Übernachtungsmöglichkeiten in den drei Fjällstationen, die in kurzen Abständen erreichbar sind.